# Robbert en Rudolf Das

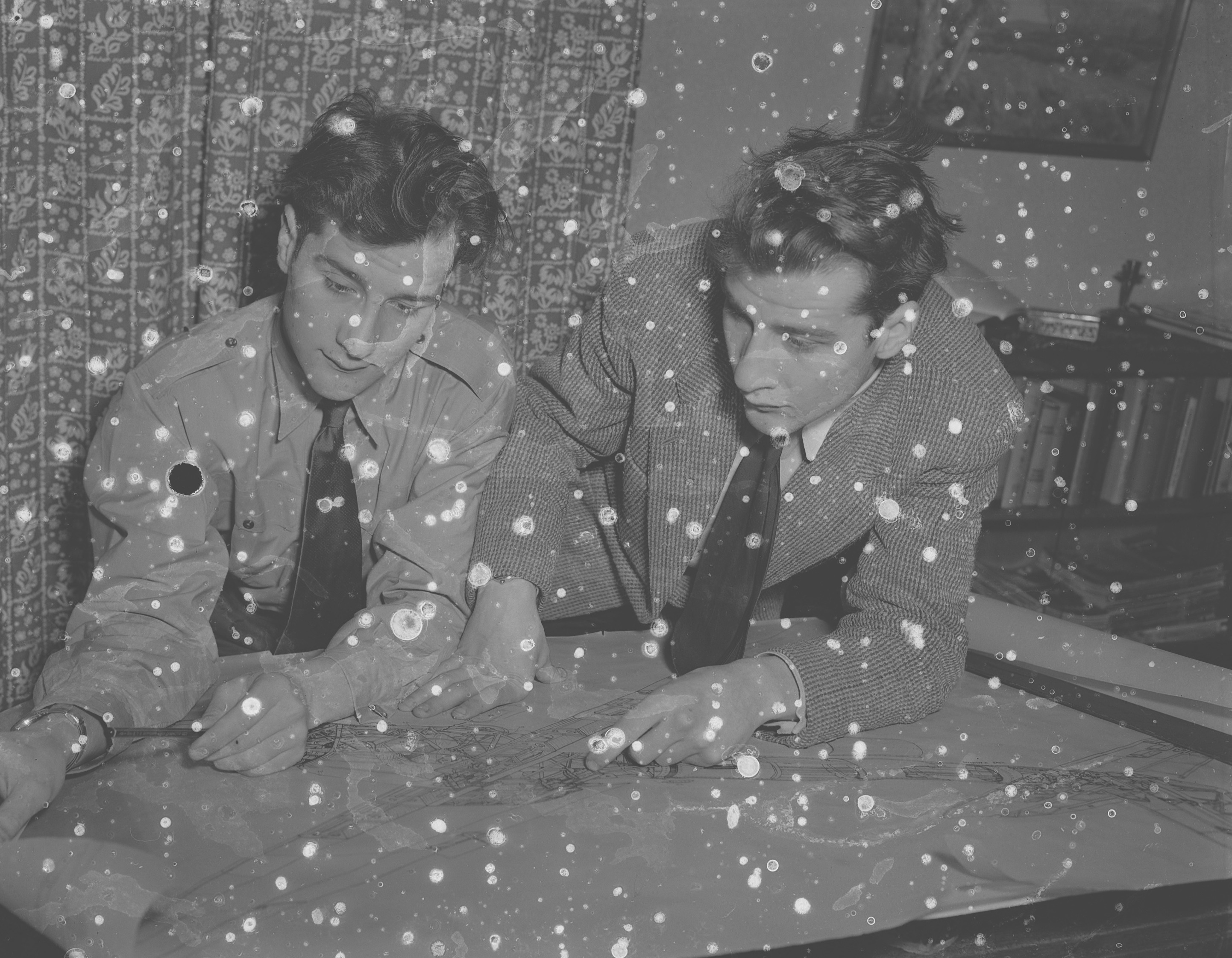
Robbert en Rudolf Das, illustratoren, in 1952

De tweelingbroers Robbert Das (Haarlem, 23 januari 1929) en Rudolf Das (Haarlem, 23 januari 1929 – Ursem, 31 januari 2020), waren Nederlandse technisch illustratoren, bouwkundig ontwerpers, auteurs en futurologen. Samen hebben zij sinds 1952 veel technische illustraties en bouwkundige ontwerpen vervaardigd voor gerenommeerde binnen- en buitenlandse bedrijven. De opdrachten waren vaak toekomstgericht. 
Rudolf woonde 35 jaar lang in Arnhem en verhuisde in 2005 naar Ursem waar hij op 91-jarige leeftijd stierf. Robbert woont in Zuid-Frankrijk.

## Voorgeschiedenis
Na de HBS-B opleiding waren Robbert en Rudolf Das beiden van plan verkeersvlieger te worden, maar na de afkeuring van Robbert vanwege een kleine oogafwijking kozen ze ervoor iets anders te gaan doen. In 1952 richtten de broers een technisch illustratiebureau op. In 1953 vestigden ze wereldwijd hun naam door gedetailleerde opengewerkte tekeningen te presenteren van de geheime nieuwe straaljager Supermarine-Swift van de Britse Royal Air Force. De schetsen, gepubliceerd in het internationale Zwitserse luchtvaarttijdschrift Interavia, zorgden voor veel ophef, maar de jongens legden uit dat ze 'niet meer' hadden gedaan dan het combineren van gegevens van voorgangers-vliegtuigen die ze uit vakbladen hadden gehaald.

## Werkgebied
De broers tekenden futuristische ontwerpen voor het tijdschrift Kijk. Rudolf Das werkte bij Elsevier Magazine als redacteur van de rubriek 'Modern Leven' en was columnist voor de website 'Nieuwbouw-Nederland.nl'. Hij maakte ook illustraties voor boeken van de Nederlandse schrijver Stefan Denaerde (pseudoniem van Ad Beers), waarin onder andere een ontmoeting met buitenaardse wezens van de planeet Iarga voorkomt. In het boek wordt beschreven hoe een utopistische en zeer efficiënte 'superbeschaving' eruit kan zien.
Rudolf en Robbert Das hebben vanaf 1966 meerdere boeken gepubliceerd waarin ze voorspellingen en voorstellen doen en visies ontwikkelen op uiteenlopende gebieden. De boeken vallen op door gedetailleerd, kleurrijk tekenwerk, alles met de hand vervaardigd. De voorstellen zijn meestal van bouwkundige en infrastructurele aard en hebben vaak aandacht voor milieu-efficiëntie. De broers proberen in hun boeken een breder beeld van de mens in de wereld te schetsen. Zij leveren bijvoorbeeld maatschappijkritisch commentaar op de energie-industrie en ontwikkelingshulp en plaatsen de technische verworvenheden van de mens tegenover die op maatschappelijk-sociaal gebied. Zij concluderen dat de mens op het tweede terrein onderontwikkeld is en ze verwachten een logische evolutionaire verandering in de mentaliteit van de mens.

## Latere activiteiten
De broers gaven lezingen over hun visies, ontwerpen en ideeën, onder meer als multimedia-presentatie. Planeet Aarde was het uitgangspunt maar meestal werden ook fantasievolle én realiseerbare oplossingen voor Nederlandse problemen geboden.
Het creatieve tweetal is in de architectuur bekend als visionair bouwkundig ontwerpers, onder andere vanwege hun 'woonheuvel'-project. Voorbeelden van uitgevoerde ontwerpen zijn het gebouw 't Domein in Houten en het nieuwe Leids Universitair Medisch Centrum. Meer recent was het productieve paar betrokken bij 'Pyramidas', een initiatief in samenwerking met meerdere vastgoedontwikkelaars voor de lancering van heuvelbouwprojecten, en bij een proef met een getijdencentrale in Zeeland. Ook in het ontwerpen waren de broers innovatief actief: eenvoudig te onderhouden windmolens die 15 megawatt leveren, dubbeldeks snelwegen met etages voor automatisch vervoer, een kerncentrale die bestaand nucleair materiaal hergebruikt.
Rudolf tekende in de jaren tachtig van de vorige eeuw drie educatieve wandplaten van agrarische bedrijven: een melkveehouderij, een akkerbouwbedrijf en een chrysantenkwekerij. De wandplaten werden verspreid naar alle scholen van primair onderwijs. Opdrachtgever was Ronald Bos van de Stichting Public Relations Land- en Tuinbouw. 
Rudolf en Robbert Das zagen hun werk als een geschenk aan de samenleving, 'free to grab' voor eenieder die er inspiratie uit wil halen.

## Museum
Het Scheepvaartmuseum in Amsterdam heeft in 2019 dertig gesigneerde technische tekeningen van Robbert Das gekocht. De aankoop kwam tot stand met bemiddeling van de Stichting Maritime Art & Design uit Colijnsplaat, die zich inzet voor het behoud van hedendaagse maritieme kunst en het Nederlandse maritieme erfgoed. De stichting heeft tientallen tekeningen ondergebracht bij bewakers van het nautisch erfgoed, zoals het Scheepvaartmuseum. In de zomer van 2019 besteedde het museum speciale aandacht aan de bijzondere werkwijze van de gebroeders Das en exposeerde de tekeningen. In 2023 heeft Robert Das nog een solo-overzichtsexpositie in het Scheepvaartmuseum gehad.

## Boeken
Door Robbert en Rudolf Das:
- Straalvliegtuigen (1951) Uitgever Arti
- Ruimtevaart (1958) Uitgever Arti
- Futurotel: de hotelkamer van de toekomst (1966) Uitgever Grand Hotel Krasnapolsky
- Op zoek naar leefruimte (1966) Uitgever A. Roelofs van Goor
- Zicht op de toekomst: de wereld 80 jaar verder (1983) Elsevier  ISBN 9010047938
- Cómo será el futuro. El mundo dentro de 80 años spaans (1984) Círculo de Lectores  ISBN 8422618206
- Wegen naar de toekomst (1992) Tirion Uitgevers B.V., Baarn ISBN 90-5121-345-X
- Roads into the Future Engels (1995) Tirion Uitgevers B.V., Baarn ISBN 90-5121-612-2 Vertaald uit het Nederlands
- Toekomstbeelden - Visions of the Future tweetalig (1999) Tirion Uitgevers B.V., Baarn  ISBN 9051219040
- Toekomstflitsen -  Future Flashes tweetalig (2004) Tirion Uitgevers B.V., Baarn  ISBN 9043905402
- Energie en onze toekomst - Energy and our Future tweetalig (oktober 2008) Tirion Uitgevers B.V., Baarn  ISBN 9789043911337

## Alleen illustraties
- Stefan Denaerde Buitenaardse beschaving (1969) Kluwer  ISBN 9020285483
- Stefan Denaerde De universele schepping: het draagveldparadigma (1990) Ankh-Hermes  ISBN 9020230875